# Blaublitz Akita
Blaublitz Akita (Japans: ブラウブリッツ秋田, Burauburittsu Akita) is een Japanse club die uitkomt in de J2 League. De thuisbasis van de club is het Soyu Stadion.

## Geschiedenis
De club werd opgericht in 1965. Ze werden gepromoveerd tot de Tohoku Regional League in 1982. Ze speelden in de Japan Soccer League Division 2 in 1985 en 1986.
In 2006 wonnen ze het Tohoku Regional League-kampioenschap voor het vijfde opeenvolgende jaar. Ze werden automatisch gepromoveerd naar de Japan Football League nadat ze de National Regional League Playoffs hadden gewonnen.
Het team heeft aangekondigd dat het van zijn moederbedrijf zal scheiden en zich bij de J. League als de laatste jaarlijkse status van de club ooit promotie toelaat.
In mei 2009 kondigde TDK aan dat de voetbalclub onafhankelijk zal worden voor het seizoen 2010 en zal worden gevestigd rond Akita. Later in 2010 werd de naam van de club veranderd in "Blaublitz Akita". Blau en Blitz betekenen respectievelijk blauw en bliksem in Duits.
De club deed mee aan de J3 League voor het seizoen 2014. De club eindigde 8e in elk van de eerste twee jaar van de professionele competitie. In het seizoen 2017, hun vierde, wonnen ze de titel, maar omdat ze geen licentie hadden om topvoetbal te spelen, waren ze niet gepromoveerd, de eerste professionele derde klasse kampioen die niet gepromoot wordt. Akita verwierf echter de J2-licentie op 27 september 2018.

## Erelijst

### J3 League
- Winnaar in 2017, 2020